# Indiana University Bloomington

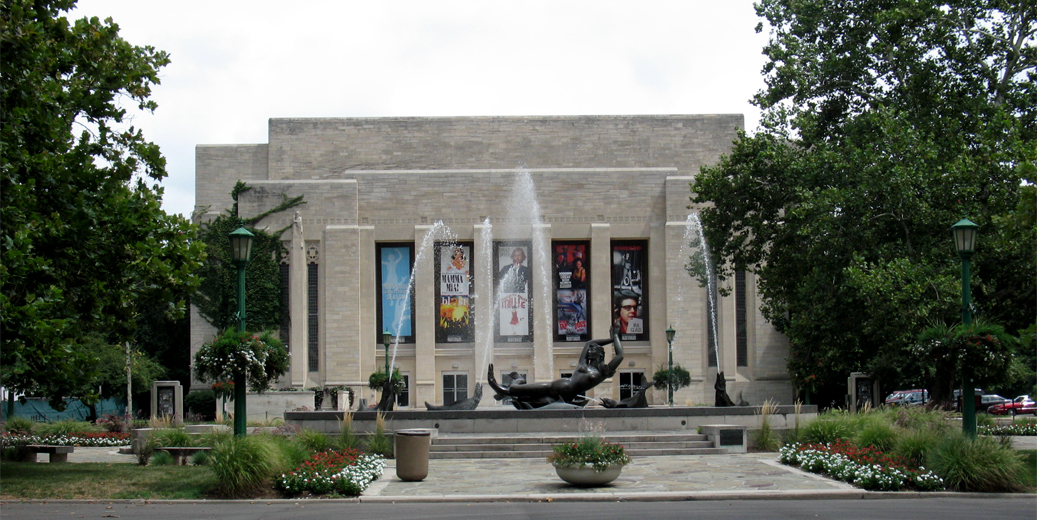
Der Showalter Brunnen

Die Indiana University Bloomington (IUB), gegründet 1820, ist eine staatliche Universität in Bloomington in Indiana. Im Jahre 2021 sind 45.328 Studenten eingeschrieben. In den letzten Jahren stieg die Zahl der Studenten kontinuierlich; 2007 waren es 38.990.
Die Universität ist wichtigster Standort des Indiana University System, welches neben dem Hauptgelände in Bloomington auch Standorte in Indianapolis, Fort Wayne, Richmond, Kokomo, Gary, South Bend, New Albany und Columbus betreibt.
Vor Juli 2018 war der Campus Fort Wayne Teil der Indiana University-Purdue University Fort Wayne (IPFW), die von Purdue verwaltet wurde. Die beiden Systeme einigten sich darauf, die Universität in zwei separate Institutionen aufzuteilen, von denen jedes System eine angehörte. Ebenso war der Campus in Indianapolis vor Juli 2024 Teil der von der IU verwalteten Indiana University-Purdue University Indianapolis (IUPUI). Der Campus in Columbus wurde vor der Auflösung der Universität von der IUPUI verwaltet. Die Standorte Fort Wayne und Columbus werden jetzt von IU Indianapolis verwaltet.
Die Hochschule gehört zu den besten staatlichen Universitäten der USA und beherbergt unter anderem die renommierten Fakultäten der Kelley School of Business, Jacobs School of Music sowie der Maurer School of Law sowie die Vincent and Elinor Ostrom Workshop. Sie ist eine sogenannte Public Ivy und Mitglied der Association of American Universities, einem seit 1900 bestehenden Verbund führender forschungsintensiver nordamerikanischer Universitäten.

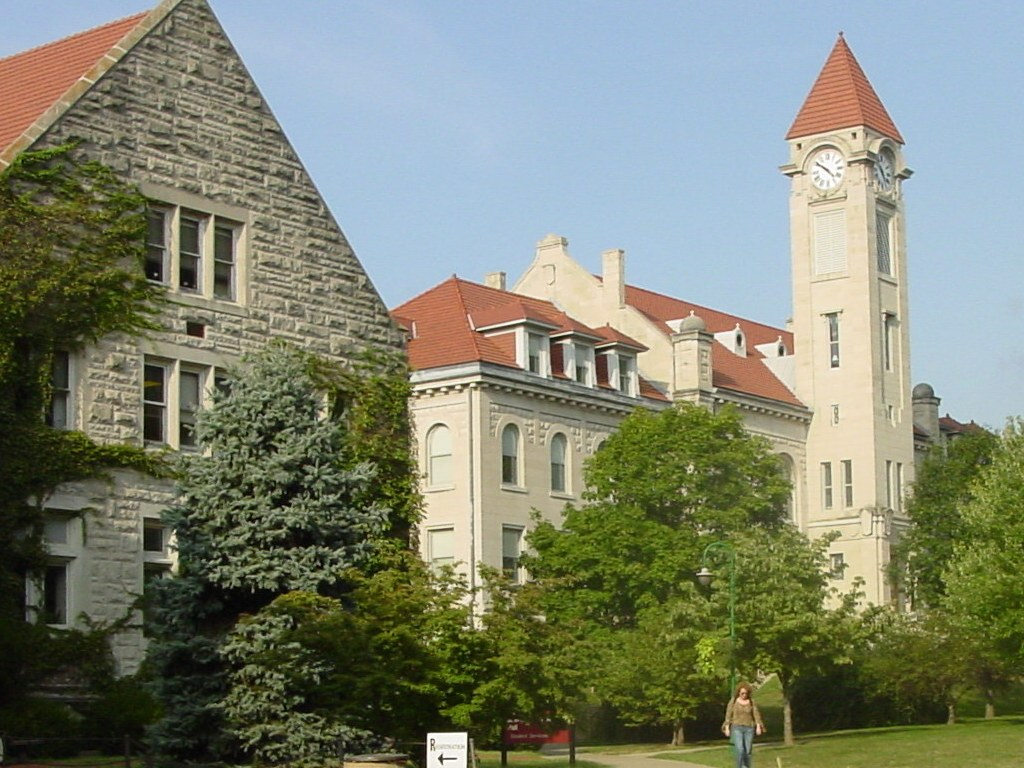
Student Building

## Sport
Die Universität hat auch eine Fülle von Sportteams, die alle den Namen Indiana Hoosiers tragen. Die Sportteams spielen in der National Collegiate Athletic Association (NCAA) mit und sind in die Big Ten Conference eingegliedert. Unter den angebotenen Sportarten befinden sich: Basketball, Volleyball, Football, Baseball, Fußball, Leichtathletik, Golf, Tennis, Schwimmen und Wasserspringen, Rudern und viele weitere. Vor allem die Basketballteams der IU sind traditionell recht erfolgreich. Auch wurden in der Geschichte der Universität zahlreiche Schwimm- & Wasserspring-Titel erreicht.

## Persönlichkeiten

### Professoren
Nobelpreisträger
- Salvador Luria (1912–1991) – Molekularbiologe, Nobelpreisträger Physiologie/Medizin 1969
- Hermann Joseph Muller (1890–1967) – Genetiker, Zoologe, Nobelpreisträger Physiologie/Medizin 1946
- Elinor Ostrom (1933–2012) – Politologin, Nobelpreisträgerin Wirtschaftswissenschaften 2009

Weitere derzeitige und ehemalige Professoren/wissenschaftliche Mitarbeiter
- Ousseina Alidou (* 1963) – Sprachwissenschaftlerin
- Emil Artin (1898–1962) – Mathematiker
- Peter Boerner (1926–2015) – Literaturwissenschaftler und Goetheforscher
- Fritz Breithaupt (* 1967) – Germanist
- Robert Daniel Carmichael (1879–1967) – Mathematiker und Entdecker der Carmichael numbers
- Jost Delbrück (1935–2020) – deutscher Völkerrechtler
- Frank K. Edmondson (1912–2008) – Astronom
- Margaret S. Graves – Kunsthistorikerin
- Monika Herzig (* 1964) – Musikwissenschaftlerin und Jazzmusikerin
- Douglas Hofstadter (* 1945) – Autor
- David Starr Jordan (1851–1931) – Friedensaktivist
- Hildegard Elisabeth Keller (* 1960) – Germanistin und Filmemacherin
- Alfred Kinsey (1894–1956) – Sexologe, Gründer der Sexologie
- Daniel Kirkwood (1814–1895) – Astronom
- Bob Knight (1940–2023) – Basketballtrainer
- Charles M. Reigeluth (* 1946) – Bildungsforscher
- Billy E. Rhoades (1928–2021) – Mathematiker
- Fritz K. Ringer (1934–2006) – Historiker
- Katrin Sieg (* 1961) – deutsche Theaterwissenschaftlerin, Autorin und Hochschullehrerin
- B. F. Skinner (1904–1990) – Psychologe
- Sheldon Stryker – Soziologe, Sozialpsychologe
- Gerald Strauss – Historiker
- Diether Thimme (1910–1978) – Kunsthistoriker und Archäologe
- Stith Thompson[4] (1885–1976) – Anglist und Folklorist, Mitentwickler des Aarne-Thompson-Index
- Violette Verdy (1933–2016) – Ballerina
- André Watts (1946–2023) – Pianist
- Max August Zorn (1906–1993) – Mathematiker

### Absolventen
Nobelpreisträger
- James D. Watson (* 1928) – Entdecker der DNA-Struktur, Nobelpreis Medizin/Physiologie 1962

Künste und Geisteswissenschaften
- Kenny Aronoff (* 1953) – Schlagzeuger
- Joshua Bell (* 1967) – Violinist
- Meg Cabot (* 1967) – Autorin, The Princess Diaries
- David Chalmers (* 1966) – Philosoph
- Suzanne Collins (* 1962) – Autorin, The Hunger Games
- Robert Coover (1932–2024) – Autor
- Janette Fishell (* 1958) – Organistin
- John M. Ford (1957–2006) – Poet und Science-Fiction Autor
- Andreas Katsulas (1946–2006) – Schauspieler
- Kevin Kline (* 1947) – Schauspieler (Oscargewinner)
- Paul Michael Lützeler (* 1943) – Literaturwissenschaftler
- Lee Majors (* 1939) – Schauspieler (ohne Abschluss)
- Daphne Marlatt (* 1942) – Schriftstellerin
- Kristin Merscher (* 1961) – Pianistin, Hochschullehrerin
- Ranveer Singh (* 1985) – indischer Bollywoodschauspieler
- Jerry Uelsmann (1934–2022) – Fotograf
- Jack Welpott (1923–2007) – Fotograf

Politik/Regierung
- Michael D. Higgins (* 1941) – Neunter Präsident von Irland
- Steve Driehaus (* 1966) – Mitglied des US-Repräsentantenhauses
- Michael Badnarik (1954–2022) – Präsidentschaftskandidat 2004 der Libertarian Party
- Evan Bayh (* 1955) – ehemaliger Gouverneur von Indiana und US-Senator
- Oksana Markarowa (* 1976) – ukrainische Finanzministerin
- Paul O’Neill (1935–2020) – ehemaliger US-Finanzminister
- Wendell Willkie (1892–1944) – Präsidentschaftskandidat 1940 (Republikaner)
- Robert Gates (* 1943) – Verteidigungsminister der Vereinigten Staaten
- Nikiforos Diamandouros (* 1942) – Europäischer Bürgerbeauftragter seit 2003
- John Bessler (* 1967) – Rechtswissenschaftler

Wirtschaft
- John Chambers (* 1949) – Chairman und CEO von Cisco Systems, Inc.
- Mark Cuban (* 1958) – Eigentümer der Dallas Mavericks
- Jimmy Wales (* 1966) – Gründer der Wikipedia

Wissenschaft und Technologie
- Dag Kittlaus – Gründer von Siri
- Vesto Slipher (1875–1969) – Astronom
- John T. Thompson (1860–1940) – Offizier
- Reva Kay Williams – Astrophysikerin

Ethik
- Donald Bagley Marquis (1835–2022) – Professor an der Universität von Kansas

Sport
- Steve Alford (* 1964) – Basketballspieler und -trainer
- OG Anunoby (* 1997) – britischer Basketballspieler
- Uwe Blab (* 1962) – deutscher Basketballspieler
- Calbert Cheaney (* 1971) – Basketballspieler
- Eric Gordon (* 1988) – Basketballspieler
- Robert Hoernschemeyer (1925–1980) – Footballspieler
- Lilly King (* 1997) – Schwimmsportlerin, dreimaliger Olympiasiegerin
- Victor Oladipo (* 1992) – Basketballspieler
- Pete Pihos (1923–2011) – Footballspieler
- Antwaan Randle El (* 1979) – Footballspieler
- Mark Spitz (* 1950) – Schwimmsportler, neunmaliger Olympiasieger
- Isiah Thomas (* 1961) – Basketballspieler
- Cody Zeller (* 1992) – Basketballspieler
- Bob Zimny (1921–2011) – Footballspieler